# Bebyggelseregistret
Bebyggelseregistret (BeBR) är ett svenskt informationssystem som tillhandahåller information om det byggda kulturarvet. Riksantikvarieämbetet är den myndighet som ansvarar för databasen. Med det byggda kulturarvet i registret menas "Byggnaden måste ingå i ett område som har blivit inventerat eller vara byggnadsminnesmärkt för att finnas med i registret."
Registret startades 1998 och tillgängliggjordes på internet i mars 2001; vid denna tidpunkt innehöll det 23 000 dokument (texter, ritningar, fotografier etc.) över byggnader i 13 kommuner.
Enligt Kulturmiljölagen är det Riksantikvarieämbetet som har överinseende över kulturminnesvården i Sverige. I detta ingår utveckling av samarbeten mellan olika aktörer inom området och analys av de konsekvenser som förändringar i samhället medför i kulturmiljön. Nya registreringar och uppdateringar av kulturhistorisk bebyggelseinformation görs löpande i Bebyggelseregistret. Uppgifterna hämtas från flera olika ställen så som arkiv, inventeringar, litteratur och dokumentationer. Denna information tas fram i samverkan med Riksantikvarieämbetet och kommer från länsstyrelser, kommuner, museer, Svenska kyrkan och universitet och högskolor.